# PIST6
PIST6（ピスト・シックス）は、千葉JPFドーム（TIPSTAR DOME CHIBA）で行われる、競輪の競走種目の一つ・250競走（にーごーまるきょうそう）の愛称である。2021年10月2日から初レースがスタート。

## 概要
日本の公営競技（自転車競技法）としての競輪は、1周距離333m、335m、400m、500mの4つの種類のトラックを各競輪場ごとの用地のサイズに合わせて行われてきたが、このPIST6は、国際規格の競技場と国際ルールのケイリンに沿った、1周250mの屋内木製バンクを使用して行うもので、競輪においては「250競走」という種目に位置付けられている。
PIST6は千葉市が主催するが、運営をJPF（旧：日本写真判定）に包括委託している。さらにJPFは、MIXIとJPFの合弁企業として設立された・株式会社PIST6にイベント運営・マーケティングを再委託している。なお、MIXIは2022年11月4日のMIXI社の第2四半期決算発表で、PIST6社への出資を取りやめたことが発表されている。
出場する日本選手は全員が競輪選手だが、通常の競輪とは使用する機材（自転車）、競走形態、ルールなどが大きく異なるため、「250競走」に出走を希望する選手は別途「250競走」の出走資格を得ることが必要となっている。なお、「250競走」の出走資格は日本競輪選手養成所で2泊3日の講習（ガイダンスや模擬レースの実施など）を受けることで取得でき、2021年9月時点で、男子全選手の3割程度に当たる643名の選手が講習を受講している。
通常の競輪では選手は過去の競走成績に基づいてS級、A級とランク分けがなされており、S級選手がA級選手と直接対戦することはない（例外あり）が、「250競走」ではS級選手とA級選手を混合した開催（ラウンド戦・SAオープン）が基本となっている。なお、GI開催期間中などでA級選手のみで行われる開催実施されていたことがあるが、S級選手のみでの開催は2025年4月時点では行われていない。競輪選手の中でも最上位となるS級S班の選手の参加は、2024年7月3日の新山響平が最初となった。
通常の競輪では選手は1日2走することはないが、「250競走」では出場選手は1日で昼と夜の2走（基本は2日間で4走）することになっている。
あっせんについては、通常の競輪と同じく、前々月の下旬までにJKAから各選手に送付されるメールにてPIST6へのあっせん通知がなされ、それに基づいて選手側が競走参加の意思表示をすることになっている。従って選手にとっては通常の競輪同様のスケジュールで出場レースは内定しているものの、一般向けへの発表は開幕当初は開催のおよそ11日前になってからでかなり遅かった。2025年1月現在は、通常の競輪のあっせん発表の数日後にPIST6分も発表されている。
PIST6の参加登録をした選手は、その期内は通常の競輪への初期斡旋は月間2開催となる。そのため競輪の賞金を積み上げて、とりわけ日本選手権競輪（ダービー）の出走を目指すS級上位選手は参加登録をしないケースが多い。
また、競輪において先頭誘導員早期追い抜きなど重大な失格を犯した選手は、その失格におけるあっせん停止を受けた後も、失格になった月を含め13か月間は競輪に月2開催しか出走できず、追加も受けられないペナルティを受けるが、その期間中はPIST6への参加もすることが出来ない。
期別の参加登録選手の中でしかあっせんができないことなどもあり、出場選手は偏りがちな傾向が見られ、補充・追加の場合を中心に2節連続出走という例も少なくない。
PIST6については後述の通り、PIST6公式投票サービスおよび「TIPSTAR」でのみ購入が可能で、電話投票・競輪公式投票CTCをはじめ、他社のインターネット投票アプリでは取り扱いをしていないこともあり、競輪のオフィシャルサイトであるKEIRIN.JPではPIST6に関する開催日程、記録や結果、出場選手の情報の記載はなされていないが、開催日程に限り半年ごとに公表される予定一覧表で確認することができる。PIST6の選手成績は、PIST6の公式ホームページの他、PIST6の運営に関わっていたMIXIの完全子会社・ネットドリーマーズが運営する「netkeirin」サイトにて成績を確認できる。
PIST6は現状は男子選手のみで行われているが、JKAの「競輪の番組編成の要領」によると、制度上は女子選手（ガールズケイリン）によるPIST6の開催も可能となっている。実際に、2022年4月からはインターナショナル（外国人選手を招いての競走）のほか、女子用や新人戦用の賞金額も設定されており、時期は未定ながら将来的にガールズケイリンのほか新人戦の開催も計画されている。
予想・取材に付いては、スポーツ新聞系では行っておらず、競輪予想紙である日刊プロスポーツ新聞社（アカケイ）、スポーツニュース社（アオケイ）の2社のみが担当している。いずれもPIST6の紙の予想紙は販売していない。
戦法に関わる選手コメントは基本的に出ないが、2024年より決勝戦に限り決勝戦の並びが出た上での選手コメントがPIST6公式投票サービスの投票ページ内で公開されている。

## 競走ルール
日本の公営競技における「250競走」は、1レースにつき最大6車（6人）で争われ、250mのバンクを6周する（スタートとなるホーム側パシュートラインとフィニッシュラインは15m離れているため、競走距離は1515m）。1回の開催に出場する選手は最大36人で、1回の開催を前検日に行うタイムトライアル、開催初日の1次予選・2次予選、開催2日目（最終日）の順位戦・準決勝、並びに順位決定戦・決勝戦を、それぞれ1日につき2レースづつ出走する形で行う。
国際ルールに近いルールで実施されるが、一部それと異なる規定もあるため、下記ルールが全てオリンピックや世界選手権等のケイリンで適用されるわけではない。
公式のルールでは、"最終周回の前周回"などという表現となっている規定が多いが、PIST6の実況等では、スタートからの周回数で表現するものが多いため、本項でも周回数が関わる項目については最終周回を除き、スタートからの周回数にて記述する。

### バンク
国際標準の周長250mのバンクにて実施する。そのため、ラインについても通常の競輪とは異なる形で引かれている。
コーナーの最大斜度は42.6度で、伊豆ベロドロームよりは緩いものの既存の競輪場よりも急な傾斜となっている。

#### バンクを周回するライン
- 黒の線…メジャーメントライン。コース長の基準となるとなる線であるが、実施上はあまり影響のないライン。線幅は5cmとなっている。
- ブルーバンド…黒の線のさらに20cm内側寄りにある水色のエリア。通常の競輪の退避路と近い存在。コーナー部分のカントはその外側より緩くなっている（直線はほぼ同一）。このエリアを走行し外側の選手を追い抜くと失格となる（後述）。
- 赤の線…スプリンターライン　黒の線の外側60～65cmに引かれている。
  - 赤の線とブルーバンドの間を「スプリンターレーン」と呼ぶ。約90cmの幅であり、スプリンターラインを跨ぐ競り合い、スプリンターレーン内の競り合いは厳しく制限される。
- 青の線…ステイヤーラインと呼び、通常の競輪のイエローラインに相当するものの、PIST6の実施上は影響ない（別に定める基準さえクリアしていれば、この線の外側を走り続けてゴールしても良い）。

#### バンクに垂直なライン
- フィニッシュライン…その名の通りレースの着順を決定する線。ゴール板も設置されている。
- ホーム側パシュートライン…フィニッシュラインの15m手前[注 4]、ホームストレッチの中心に引かれている。選手のスタート位置はこの線上となる。
- バック側パシュートライン…バックストレッチの中心に引かれている。ペーサーの発進位置であるほか、スタート後この位置に到達する前にペーサーまたは選手にアクシデントが発生した場合は発走のやり直しとなる。
- 100mライン…ゴール100m手前のラインで、5周目のこのライン到達（レース残り350m）以降は競り合いによる失格基準が非常に厳しくなる[注 5]。
- 200mライン…ゴール200m手前のラインで、タイムトライアルの計測始点。レースの上がりタイムもこの線にあるカメラから計測される（通常の競輪の上がりタイムは、レース映像の解析で発表している）。

### 規格
自転車は競輪と異なりカーボンフレームを使用し、前輪はバトンホイール、後輪はディスクホイールを用いる。
このフレーム等のメーカーはJKAに認定された社のものしか使用できないが、通常の競輪は国内メーカーに限られている物がPIST6では海外メーカーのフレームでも利用可能である。
また、通常の競輪で男子4.00・女子（ガールズケイリン）3.80未満に制限されているギア倍数についての制限がない。
ユニフォームは、競輪とは異なり車番とは関係のないオリジナルデザインとなっており、1番車でも6番車でも同じユニフォームで出場する。ユニフォームサプライヤによる、いくつかの模様のデザインと、その色違いでユニフォームのデザイン候補が示され、初出場の選手はその中から1つのデザインを選び着用する。現行の競輪では2023年まで、選手にスポンサー企業が入ってそのロゴをユニフォームに身に着ける選手がいたが、PIST6ではユニフォームサプライヤ表記を除き認められていない。車番はヘルメットカバーに左右に表示されているほか、ヘルメットカバー及びシューズカバーが車番に応じた枠色になっている。

### ペーサー
ペーサーになるには、競輪での先頭誘導員と同様に資格取得が必要であり、JKAが実施するペーサー試験に合格しJKAに登録された者でなければならない。
競輪で選手を先導する先頭誘導員は現役の男子選手が務めるが、PIST6（250競走）で選手を先導するペーサーは審判係員であり、現役の競輪選手ではない。また、ペーサーは電動アシスト自転車を使用するため、女性でもペーサーになることができる。
ペーサーはデイ・ナイトそれぞれの担当がおり、1日6走する。
2022年4月1日時点では、38名がペーサー登録されている。

### レースの流れ
かつて行われていたKEIRIN EVOLUTIONと同じく、通常の競輪とは異なりラインという概念はないため、全て単騎戦である。ラインの意思表示をする必要がないため、通常の競輪で行われているレース直前の選手紹介走行（俗に言う『脚見せ』）は行われない。
選手入場は車番1番から順にアリーナ内にあるステージ上に登場。ポーズを取ってから並び順の待機場所へ移動する。
出走する選手の車番は前検日のタイムトライアルの順位順に1～6番となっているが、スタートのコース（並び）は事前の抽選によって決められた位置に就くことになる（後述）。コース順にバンクに入り、バンクを軽く1周して、ホーム側パシュートラインの前で自転車を係員が支えた状態でスタートを待つ（スタンドに一礼する義務はない）。最内の選手がスプリンターラインのわずかに外側で、以降はそれより1mずつ外側の位置からのスタートとなる。ペーサーは電動アシスト自転車に乗りバック側パシュートラインから発進し、ホーム側パシュートラインの10m手前に到達すると同時に号砲となり、係員は選手を押し出す。
1周目はスタート時のコース順に従って走行することとなる。1周目の終了時点で、ペーサーの後ろのスプリンターレーンで、スタートのコース順に走行していなければ失格となるため、公営競技の中で唯一スタートの競り合いが存在しない競技ということになるほか、通常の競輪にある1周目のタイムオーバーも起こりえないことになる（ペーサーを追わなければ失格である）。
2周目から並び順を変えてもよくなるが、ぺーサーが外れるまでペーサーを追い抜いてはならない。この際、スタートからの一列棒状の状態から、選手が並び順を変えることを、TIPSTARの解説者だった飯島誠が「ワープ」と表現しており定着している。ワープは通常、前の選手が集団最後方に移動（特に最後方の選手が有力な自力選手の場合、その選手をマークするために行う）することが多いが、中には後方から先頭を狙うワープを得意とする選手もいる。しかしながらワープの発生回数もわずかであり、先行が得意な選手が後ろからの走行を余儀なくされることも多く発生する。
ペーサーの速度は3周目で約50km/hに上がり、3周回終了の直前でペーサーが外れ、ここからは選手のみのバトルへと進んでいく。最終周回に入る際は競輪で用いられる打鐘ではなくベルを鳴らす。このベル音は通常は事前録音された音がスピーカーより流されるが、不測の事態に備え実物のベルも用意されている。また、周回表示は7セグデジタル表示がなされており、通常の競輪で用いる青板・赤板等は存在しない。
通常の競輪では、いずれの周回で落車が発生しても再乗することができるが、PIST6では最終周回のホーム側パシュートライン（フィニッシュライン15m手前）以前で落車した場合はその時点で競走中止となる（落車地点は転倒して体が地面に触れた場所ではなく、そこからコースを滑走して止まった場所が基準となる）。またホーム側パシュートラインを越えている場合、再乗しなくても自転車を抱えたり押したりしてフィニッシュラインを超えれば完走となる（他の選手に影響なく落車した場合は失格扱いとはならない）。
レースの所要時間は1分50秒～2分ほど（ペーサーが外れてからは約40秒）であり、通常の競輪より短時間で勝負が決する。

### 反則
通常の競輪と同様に、失格のほか走行注意や重大走行注意が与えられるペナルティ制度が設けられている。
失格した場合は通常の競輪と同様、その場で出場契約を解除され即日帰郷となる。また、失格・重大走行注意・走行注意が与えられた場合は、競走得点から減点する通常の競輪とは異なり、PIST6ではその都度罰金を支払うことになっている。そのため、PIST6で受けたペナルティについては通常の競輪での査定には反映されず、降級・降班に影響を及ぼすことはない。
- 罰金の額は、失格は3万円、重大走行注意は1万円、走行注意は5000円となっている[22]。ただ実際は、後述の通り現金でのやり取りは一切行わないため、ペナルティを受けた場合は賞金ないし特別手当からこれらの罰金額が差し引かれた上で銀行口座への振込となる。ちなみにこの罰金制度は、かつて行われていた国際競輪やKEIRIN EVOLUTIONにおける外国人選手に対するペナルティと同様の制度である。
- ただし、ペーサー早期追い抜きや1周目完了前の並び順変更など、レースの秩序を乱す重大反則を犯しての失格となった場合は、通常競輪を含めたあっせん停止の処分となる[注 10]。

通常の競輪のような走路内の審判員は配置されていない。コース内側に係員（審判補助員）は配置されているが、事故時の救護及び異物がコースに入った場合の除去が役割で、審議を依頼する権限は持っておらず、通常の競輪の赤旗掲示に相当するものはない。審判長らその権限がある者は全て審判室内におり、審議の開始は放送をもって告知され、放送開始のチャイム後の放送までは審議の有無が判別できないようになっている。

#### 主な反則行為
- 第1周回終了時（1周を終えた後のフィニッシュライン通過の時点）、並び順通りにスプリンターレーンを走行していない場合
  - 故意に並びから外れた選手は失格。並ぼうとしている選手を並ばせないよう妨害した場合は妨害した選手が失格。
  - 並び順を変更していなくても、フィニッシュライン以前でワープの動きを見せスプリンターレーンを外したための失格が発生している[注 11]。
- 敢闘義務違反
  - スパートしたがその後遅れ、先頭から5秒以上遅れてフィニッシュした場合失格。
  - スパートした選手を牽制し追わず著しく離れ、追走が勝機を逸した場合失格。
  - ペーサーがいる時点で過度の牽制をし、ペーサー又は前の選手より6車身以上離れた場合失格[注 12]。
- ペーサーの早期追い抜き禁止
  - ペーサーが退避する3周目終了のパシュートラインまでに、ペーサーを追い抜いた場合[注 13]。
- スプリンターレーン外進出の禁止・内側差し込みの禁止・進入の禁止
  - 5周目の残100mライン到達までは、スプリンターレーン内の選手がレーン外に出た・スプリンターレーン外の選手がレーン内に入ったことにより、他の選手をふらつかせ・または進路を変更させ後退させた場合失格。
  - 5周目の残100mライン到達以後は、スプリンターレーン内の選手がレーン外に出た・スプリンターレーン外の選手がレーン内に入ったことにより、他の選手をふらつかせ・または進路を変更させた場合失格（すなわち被害車を後退させなくても失格）。
- ブルーバンド走行の禁止
  - コース内側のブルーバンドを走行し、外側の選手を追い抜いた場合失格。ただしスタート直後の正規の並びに付くためのフォーメーション時に発生しても反則は取られていない[注 14]。
- 押圧・押し上げ・押し合いの禁止
  - 身体や自転車の一部・全部を用いて、スプリンターレーンの規定のような事象が発生した場合、押し合いの場合は互いに後退した場合失格。

### 番組編成とポイント制度
PIST6のレースの組み合わせは、全てのレースにおいて番組編成員の人為的な手を介さず自動的に決定される仕組みとなっている（いわゆる自動番組）。このような編成は競輪ではガールズケイリンにおけるGI各開催、共同通信社杯競輪の一次・二次予選で行われているが、いずれも初日の組み合わせは選出順位によるものである（ガールズケイリンGIは車番もそれで決まる）。日本の公営競技全体で見てもボートレースグランプリで見られるが、これも初日の組み合わせは獲得賞金順での振り分けである。
PIST6では以前のレース成績と関係なく、タイムトライアルの成績から始まるポイントのみで組み合わせが決定する。
いずれのレースも、投票における車番は前検日のタイムトライアルの成績順で付番されるが、スタートの並び及び1周目完了時の隊列の順（スタート順）は、車番や過去の実績とは関係なく、無作為の抽選によって決定され、すなわち車番と並び順は一致しない。スタート順は出走表発表と同時に告知される。スタート順は先頭から1コース・2コース…6コースと呼称されることが多い。
2021年10月の開幕から2022年10月途中までの期間のデータでは、2コースが最も勝率が高く、6コースが最も勝率が低くなっている。
並び順発表後（車券発売後も含む）に欠場者が出た場合は、並び順の組み直しはせず欠場者部分を開けてレースを実施する。また通常の競輪ではレース直前で欠場者が出るとレースが中止となるが、PIST6では発売締切後の欠場者発生があった場合でも欠場者部分を開けた上で実施する。
PIST6においては、全選手が出場するタイムトライアル・1次予選・2次予選のポイントを加算し、準決勝進出者を決める。

#### 前検日（開催前日）
前検日に200m区間を計測するタイムトライアルを行い、その順位に沿ってまずポイントを与える。なお、このタイムトライアルは基本的に非公開であり観戦はできず、車券発売は行わない。
なお、タイムは200m区間だけでなくラスト100m区間も計測されており、200m区間のタイムが1000分の1秒で同タイムだった場合は100m区間の優劣により順位を決定する。
| 順位           | 得点 |
| -------------- | ---- |
| 1〜3位         | 7点  |
| 4〜8位         | 6点  |
| 9〜14位        | 5点  |
| 15〜21位       | 4点  |
| 22〜27位       | 3点  |
| 28〜32位       | 2点  |
| 33〜36位       | 1点  |
| 未出走・未参加 | 0点  |

#### 初日
初日のデイレースは前検日のタイムトライアルの順位を基として、各競走に出走する選手の1次予選（番組表上はラウンド1）の組み合わせ・車番を決定する。
| レース番号 | レース名 | 車番1 (ホワイト) | 車番2 (ブラック) | 車番3 (レッド) | 車番4 (ブルー) | 車番5 (イエロー) | 車番6 (グリーン) |
| ---------- | -------- | ---------------- | ---------------- | -------------- | -------------- | ---------------- | ---------------- |
| Race1      | 1次予選A | 6位              | 7位              | 18位           | 19位           | 30位             | 31位             |
| Race2      | 1次予選B | 5位              | 8位              | 17位           | 20位           | 29位             | 32位             |
| Race3      | 1次予選C | 4位              | 9位              | 16位           | 21位           | 28位             | 33位             |
| Race4      | 1次予選D | 3位              | 10位             | 15位           | 22位           | 27位             | 34位             |
| Race5      | 1次予選E | 2位              | 11位             | 14位           | 23位           | 26位             | 35位             |
| Race6      | 1次予選F | 1位              | 12位             | 13位           | 24位           | 25位             | 36位             |

※36人に満たない場合は、その順位の部分がそのまま欠車となる。例えば35名で1次予選を行う場合は36位の選手が存在しないため、Race6が5車立てとなる。
1次予選の着順により、ナイトレースで開催される2次予選（番組表上はラウンド2）の組み合わせが決定する。
| レース番号 | レース名 | 1人目     | 2人目     | 3人目     | 4人目     | 5人目     | 6人目     |
| ---------- | -------- | --------- | --------- | --------- | --------- | --------- | --------- |
| Race7      | 2次予選A | Race1 1着 | Race2 2着 | Race3 3着 | Race4 4着 | Race5 5着 | Race6 6着 |
| Race8      | 2次予選B | Race2 1着 | Race3 2着 | Race4 3着 | Race5 4着 | Race6 5着 | Race1 6着 |
| Race9      | 2次予選C | Race3 1着 | Race4 2着 | Race5 3着 | Race6 4着 | Race1 5着 | Race2 6着 |
| Race10     | 2次予選D | Race4 1着 | Race5 2着 | Race6 3着 | Race1 4着 | Race2 5着 | Race3 6着 |
| Race11     | 2次予選E | Race5 1着 | Race6 2着 | Race1 3着 | Race2 4着 | Race3 5着 | Race4 6着 |
| Race12     | 2次予選F | Race6 1着 | Race1 2着 | Race2 3着 | Race3 4着 | Race4 5着 | Race5 6着 |

※車番は初日TT順で付けられるため、上記の並びではない。
※1次予選の欠車・失格等があった場合、当該着順にあたる部分が欠車となる。
前検日・1次・2次予選の合計ポイントを総合し、2日目のレースの組み分けを決定する。ポイントが並んだ場合は前検日タイムトライアル上位者が上位となる。

##### 初日の得点表
| 順位               | 1次予選 | 2次予選 |
| ------------------ | ------- | ------- |
| 1着                | 15点    | 20点    |
| 2着                | 12点    | 16点    |
| 3着                | 9点     | 12点    |
| 4着                | 7点     | 9点     |
| 5着                | 5点     | 6点     |
| 6着                | 3点     | 4点     |
| 棄権・失格・未出走 | 1点     | 1点     |

#### 2日目（最終日）
2日目のデイレースでは、18位までの18人が準決勝（番組表上はセミファイナル）、19位以下の選手が順位戦（番組表上はセレクション）に出場。準決勝・順位戦とも、各3レースづつ行い、その成績によって2日目ナイトレースで行う決勝戦、ないしは順位決定戦の出走組み分けを決める。
| レース番号 | レース名 | 出場選手                          |
| ---------- | -------- | --------------------------------- |
| Race1      | 順位戦A  | 予選21・22・27・28・33・34位の6名 |
| Race2      | 順位戦B  | 予選20・23・26・29・32・35位の6名 |
| Race3      | 順位戦C  | 予選19・24・25・30・31・36位の6名 |
| Race4      | 準決勝A  | 予選3・4・9・10・15・16位の6名    |
| Race5      | 準決勝B  | 予選2・5・8・11・14・17位の6名    |
| Race6      | 準決勝C  | 予選1・6・7・12・13・18位の6名    |

- 準決勝は6車固定で行われ、出場者数が少ない場合は順位戦の出場車数を減らして実施する。

- 2日目からの補充選手が入る場合、補充選手は出走人数のさらに一つ下の順位とみなし、その順位戦に出走する。予選出走し2日目に出場するのが35人である場合、補充選手は36位のポジションである順位戦Cに出走する。

- 出場選手が29名以下（すなわち順位戦出場者が11名となり、最低出走数の4車×3レースが実施できなくなった場合）となってデイレースが5レース制で行われる場合、順位戦Aは行われず、順位戦BがRace1で行われ、以降もナイトレースまで1つずつレース番号が繰り上がる。

- 準決勝 1・2着までが決勝戦、3・4着は7 - 12位を決定する順位決定戦E（番組表上はファイナル7 - 12）、5・6着は13 - 18位を決定する順位決定戦D（番組表上はファイナル13 - 18）に回る。
- 順位戦 1・2着が19 - 24位を決定する順位決定戦C（番組表上はランキング1戦）に出場する。「3・4着が25 - 30位決定戦、5・6着が31 - 36位決定戦に回る」[26]と案内されていたが、実際に運用されている概定番組表では、順位戦3着～6着の選手を2グループに分け、同格のレースを2レース実施している（順位決定戦Aと順位決定戦Bが同格競走、番組表上はランキング2戦。対象選手が4～6名の場合は順位決定戦Aがカットされ、順位決定戦Bのみの開催となる）。

| レース番号 | レース名    | 番組表上のレース名 | 出場選手     | 1着賞金     |
| ---------- | ----------- | ------------------ | ------------ | ----------- |
| Race7      | 順位決定戦A | ランキング2        | 順位戦3〜6着 | 5万1000円   |
| Race8      | 順位決定戦B | ランキング2        | 順位戦3〜6着 | 5万1000円   |
| Race9      | 順位決定戦C | ランキング1        | 順位戦1・2着 | 7万0000円   |
| Race10     | 順位決定戦D | ファイナル13-18    | 準決勝5・6着 | 9万3000円   |
| Race11     | 順位決定戦E | ファイナル7-12     | 準決勝3・4着 | 12万3000円  |
| Race12     | 決勝        | ファイナル1-6      | 準決勝1・2着 | 134万3000円 |

- 決勝及び順位決定戦C～Eは基本的に6車固定で行われ、出場者数が少ない場合は順位決定戦A・Bの出場車数を減らして実施する。

- ナイトレースが5レース制で行われる場合、順位決定戦Aは行われず、順位決定戦BがRace7で行われ、以降も1つずつレース番号が繰り上がる。

#### 全体を通しての備考
上記は通常の36名開催の場合。参加選手が少ない場合や開催中に失格・欠場選手が出た場合は1レース4車立てまで減らすか、レース数カットが行われる。
上記の通りそれぞれのセッションの結果により組み合わせが決定するため、デイレースの出走表は初日分はタイムトライアル終了後、2日目分は初日ナイトレース終了後しばらくで発表される。デイレースの車券は、PIST6公式投票サービスでは前夜より準備が整い次第、TIPSTARでは開催当日の深夜0:00より発売が開始されるが、ナイトレースの出走表はデイレース終了後の確定となり、おおむねデイ最終レースより30～60分程度後に発表・同時に発売開始となる。
- 2023年2月までは、前検日以降欠場が出た場合の選手の補充は行われなかった。2023年3月19日の開催で、開催初日の失格及び欠場者多数に伴う2日目より参戦する補充が初めて発生し（この場合勝ち上がり権利はなし）、2023年3月25日からの開催は前検日当日欠場者発生に伴い、前検日タイムトライアルを走らない形で開催初日より参戦する補充選手が発生した（勝ち上がり権利有り）

- 選手数が31名となった場合、2日目ナイトレースの番組の関係で[注 22]選手繰りが難しくなり、下記のような対応が取られた。
  - 2021年12月4日 - 5日開催の節では、1名欠場、1名前検不合格、初日で失格2名、落車1名と、計5名の欠員が出た。PIST6においても通常の競輪で実施している新型コロナウイルス感染拡大防止対策（「追加・流用・補充のあっせんを行わない」「不足する選手は欠車とし、状況により繰上げ充当を行わない措置やレースカットも併せ実施する」等）[27]を準用しているため最終日のデイレースでは4車立てのレースも出現させて全6レースにて31名が出場したが、デイレースの始まる前の段階からナイトは5レース制で行われることが発表されており[28]、31名がデイレース完走していた場合、成績最下位の選手が俗にいう「お帰り」となるところであった。ただ、実際はデイレースで1名失格者が出たため、その他の30名全員がナイトレースに出場できた。
  - 2022年2月27日に、再び2日目ナイトレースの出場者が31名となったが、この時は順位決定戦A・Bを4車立て、Cを5車立てとして、31名が6レース制により出場している（この日はデイ時点で33名出場で、デイレースで2名が失格となり31名となっている）。
  - 2022年3月14日は、2021年12月5日同様1日目終了時点で出場者31名となり、デイレース前からナイトが5レース制と発表された。デイレースで失格者が出なかったため、順位戦で唯一の5車立てレースの5着選手がお帰りとなり、ナイトレースは30名出場の6車立て×5レースで開催された。
  - 2023年3月19日は、1日目終了時点で出場者31名となったところ、1名が補充され32名により2日目がスタートした。しかしデイレースで失格者が出て残り31名となったため、5着を取った選手がお帰りとなり、ナイトレースは30名出場の6車立て×5レースで開催された。
  - 2023年4月8日は、1日目終了時点では出場者36名揃っていたが、デイレースの落車で4名がナイトを欠場[注 23]。また順位戦Cが2着で、ナイトでは順位決定戦Cへの出場資格があった選手が1名欠場した。この時はお帰りは発生せず、順位決定戦A・Bを4車立て、Cを5車立てとして、31名が6レース制により出場した。

### 賞金
全ての着順で賞金が出る競輪とは異なり、PIST6では決勝戦（ファイナル1 - 6）の6名を除き全てのレースで1 - 3着の上位3名までしか賞金が支払われないことになっている。なお、決勝戦以外の全てのレースにおいて4 - 6着の3名に対しては、賞金の代わりに「特別手当」（レース格により異なる）が支払われる。
以下は、各カテゴリ毎の決勝戦（ファイナル1 - 6）における各着順の賞金額（2023年4月以降）。なお、2023年4月時点では、以下のうちインターナショナル、ニュースター、ベーシック 女子は開催されていない。
| カテゴリ                                       | 1着       | 2着      | 3着      | 4着      | 5着      | 6着      |
| ---------------------------------------------- | --------- | -------- | -------- | -------- | -------- | -------- |
| インターナショナル 男子国際（3レース×2走×2日） | 134.1万円 | 67.0万円 | 33.6万円 | 25.8万円 | 19.8万円 | 15.3万円 |
| ベーシック 男子SA（6レース×2走×2日）           | 134.3万円 | 67.1万円 | 33.6万円 | 25.8万円 | 19.8万円 | 15.3万円 |
| ベーシック 男子SA（3レース×2走×2日）           | 121.9万円 | 60.9万円 | 30.5万円 | 23.4万円 | 18.0万円 | 13.8万円 |
| ベーシック 男子AA（6レース×2走×2日）           | 042.4万円 | 28.2万円 | 18.9万円 | 15.7万円 | 13.1万円 | 10.9万円 |
| ベーシック 男子AA（3レース×2走×2日）           | 037.5万円 | 25.0万円 | 16.6万円 | 13.8万円 | 11.6万円 | 09.6万円 |
| インターナショナル 女子国際（3レース×2走×2日） | 038.0万円 | 19.0万円 | 12.8万円 | 10.6万円 | 09.5万円 | 08.6万円 |
| ベーシック 女子（3レース×2走×2日）             | 034.6万円 | 17.2万円 | 11.6万円 | 09.6万円 | 08.6万円 | 07.8万円 |
| ニュースター 男子AA（3レース×2走×2日）         | 011.6万円 | 09.6万円 | 08.1万円 | 06.8万円 | 05.7万円 | 04.7万円 |
| ニュースター 女子（3レース×2走×2日）           | 011.6万円 | 09.6万円 | 08.1万円 | 06.8万円 | 05.7万円 | 04.7万円 |

SA混合戦の優勝賞金は100万円以上あるため、特にA級選手が優勝すれば通常の競輪開催（FI・FII）で優勝するよりも高い賞金を獲得することができる（FII開催でのA級レースの優勝賞金は40万円台。なお、PIST6のA級のみ・6レースの節の場合の優勝賞金は42万4000円）。
賞金・手当・交通費については、通常の競輪では原則として選手宿舎を出る直前に窓口で現金にて受け取ることになっているが、PIST6では後日選手個人の銀行口座への振込となっている（そのため、帰宅時は手ぶらである）。
ちなみに、選手宿舎の売店での購買における代金も後日精算となっており、支給される賞金・手当・交通費から罰金や共済会費（競走参加の都度選手会に納付するもの）などと合わせて差し引かれた額が銀行口座に振込される。また、観客の側でも、TIPSTAR DOME CHIBAの入場券や場内売店での飲食物・物品の購入、車券購入などは現金では一切取り扱っていないため、このPIST6に関わるもの全てがキャッシュレス決済となっている。

## PIST6 Championship
イベントの流れ・演出などの解説は「千葉JPFドーム」も参照のこと。　
「PIST6 Championship」（ピストシックス・チャンピオンシップ）は、日本の競輪選手に加え、日本国外からの招待選手も交え、年間を季節ごとに4シーズンに分けてのステージトーナメントを実施し、成績上位選手が、年間ファイナルを行って、「世界最速」の「ケイリン」選手の座を争うことを行う予定である。レースは、千葉競輪場跡地に改築・新設された「TIPSTAR DOME CHIBA」を会場に行われる。週末の土曜・日曜を中心に、年間100日程度を施行する予定である。
各シーズンは、年度（4月～3月）を1シーズンとする方式が取られており、正月～年末のシーズンをとることが多い現行競輪や他の公営競技とは異なっている。2022年度（2022-23シーズン）より本格的に実施されている。
この節のタイトルについては、年度ごとに付け方が異なっている。
開幕シーズンである2021-22シーズンは、10月2日の開幕日から12月までを「ジャパンヒーローズ」、1月から3月を「シーズンゼロ」という開催とし、開催終盤に「シーズンファイナル」開催を行ってそのシーズン王者を決定する方式であった。ラウンド計算される開催のほか、スペシャルマッチ開催が設定されていたが、そのうち1回はA級のみの開催ではあったがその他のスペシャルマッチはラウンド戦と変わりのない開催であった。
2022-23シーズンは、ファースト～フォースの4クォーターに大きく分けた。開催ごとに「ラウンド戦」・「PIST6 CUP」（A級戦）のいずれかが行われ、「ラウンド戦」で好成績を残した選手が年間ファイナルへの出場権を得るとアナウンスされていた（クォーターが改まるとラウンド数は1に戻る）。フォースクォーター終了後、年度末までの開催はエクストラステージとして実施。エクストラステージではSA混合戦・A級戦のどちらも同じ開催名で行われ、年間ファイナルもその枠内で実施。年間王者決定戦とはっきり銘打っての年間ファイナルは河端朋之が優勝し、年間チャンピオンにはfragment design 藤原ヒロシ氏によるチャンピオンジャージが授与された。
2023-24シーズンは「PIST6 CUP」開催がなくなり全てが「ラウンド戦」のタイトルの下で行われているが、その中にA級戦開催も含まれている。クォーターははっきり3か月毎に変わる。ラウンド数は新たなクォーターに入ってもリセットせずに数字が通算されていく。年度末のラウンド43では、歴代優勝者10名があっせんされ、メンバーが揃ったことからスペシャルマッチとして開催を実施した（2021-22シーズンのスペシャルマッチとは意味合いが異なっている）。
2024-25シーズンは、開催タイトルの前半は3か月ごとにスプリング・サマー・オータム・ウィンターステージと付き、後半は例えば「4月第1戦」などとして開催される。同シーズンはA級戦開催は行われていない。年度末のウィンターステージ3月第4戦は、歴代優勝者12名が斡旋されたスペシャルマッチとして開催された。2025-26シーズンも同様の開催形態で行われている。

2021-22シーズンでは、3か月ごとに「シーズンファイナル」開催を実施した。ただシーズン中に好成績を収めていても、現行競輪の斡旋スケジュールもあることから、必ずしもその上位者でシーズンファイナルを行うということにはなっていなかった。また、シーズンファイナル用の賞金表はなく、通常開催と同額である。2022-23シーズンはクォーター毎に「ファイナルラウンド」という開催はあるが、クォーター最後の通常のラウンド戦という意味合いであり特別な特典は用意されていない。2023-24からはクォーターファイナルラウンドの制度もなくなっている。
年間チャンピオンへの体系に関わらない「PIST6 CUP」開催も実施された（2021-22シーズンは「スペシャルマッチ」と呼称していた）。PIST6 CUP開催では2022年4月以降、協賛の個人または法人によるネーミングレースも開催する予定である。2021-22シーズンのスペシャルマッチでのメンバー構成は2回目以降は通常のメンバーと変わらないメンバーであったが、1回目は現行競輪のA級選手のみを集めた開催を実施した。2022-23シーズンのPIST6 CUPは、いずれもA級選手のみの開催となっていた。
2022年8月21日の夜20時より、2022-23セカンドクォーターファイナルラウンド決勝戦が千葉テレビ放送にて、初放送された。チバテレ本社でのスタジオ進行は田中大貴、ゲストは倉持由香。レース実況はPIST6会場のものをそのまま使用した。

### 優勝回数ランキング
2025年3月30日現在（2024-25シーズンウィンターステージ終了時点）
| 順位 |            | 優勝回数 |
| ---- | ---------- | -------- |
| 1    | 堀江省吾   | 15回     |
| 1    | 河端朋之   | 15回     |
| 3    | 中島詩音   | 8回      |
| 4    | 黒瀬浩太郎 | 7回      |
| 5    | 伊藤信     | 6回      |
| 5    | 木村皆斗   | 6回      |
| 5    | 根田空史   | 6回      |

### 各種レコード
2025年4月13日現在
- タイムトライアル最速記録：河端朋之　9.954秒
- 最多連勝記録：河端朋之　63連勝
- 最多連続優勝：河端朋之　15開催連続
- 最多勝利：堀江省吾　87勝

## 入場券の購入方法
TIPSTAR DOME CHIBAは全席指定制であり、デイ（第1レース～第6レース）・ナイト（第7レース～第12レース）入れ替え制となっている。実施規則上はレギュラーシートが普通入場料・プレミアムシートが特別観覧席という扱いになっており、これに定められている正式な料金は、レギュラーシート2000円（1949席）・プレミアムシート5000円（58席）で、2000円の入場料は全国の公営競技場で一番高価である。ただし、その正式料金が全員に課して実施した開催は元よりほとんどなく、正式料金より割引ないし無料で実施していた。
2024年度より、特別なイベントを行う開催を除き、レギュラーシートへは入場無料、最前席のみ500円となった。
PIST6の会員（投票会員とは別個）に登録した上、専用サイトで座席指定購入ができる（無料開催でも入場前に指定操作を行う）。チケットはオンラインチケットであり、入場口でスマートフォンに表示されるQRコードを提示して入場する。

## 車券の購入方法
PIST6における車券の購入は、2021年10月の開幕から2023年7月までは、競輪投票アプリケーションソフト「TIPSTAR」または「netkeirin」（スマートフォン、PCともに対応）のみ可能となっている。なお、「netkeirin」からの投票は、買い目をTIPSTARに送信する形で行われる。
2023年8月1日の開催より、PIST6社の親会社であるJPFが運営する「PIST6公式投票サービス」が開設される。PIST6のみの入金・ベットとなる。同社が運営する「みんなの競輪」とは別立てとはなるが、みんなの競輪会員はそのID・パスワードが共用される。
TIPSTAR DOME CHIBAでは、場内に車券の発売窓口・払戻窓口は設けておらず、またその他の全国の各競輪場・場外発売所、電話投票、TIPSTAR・netkeirin・PIST6公式投票サービス以外のインターネット投票サイトでも取り扱いはしていない。投票締切時間はポータルサイト各社での車券発売と同じく発走時刻5分前となっている。しかしながら選手入場は発走時刻4分前に始まるため、締切から入場開始までの時間で考えれば競輪のそれよりも短い間隔となる。
PIST6では通常の連勝式車券（但し枠番連勝式の発売はない）のほか、他の競輪場では事実上廃止された単勝式車券も発売している。但し、TIPSTARにおいては2022年2月以降の開催では、単勝及びワイドの投票は1人1レース49900円までに制限され、PIST6公式投票サービスでは同様に単勝及びワイドの投票は1人1レース3000円までに制限されている。また、TIPSTARによるボーナスマネーによる購入は、チャージマネーと同様で制限は無いが、PIST6公式投票サービスでのボーナスマネーにあたる「ポイント」で、単勝・ワイドを購入することはできない。

### 高額配当記録
- 1　387,370円　2023年11月16日 12R[38]
- 2　303,970円　2021年10月3日　5R
- 3　240,450円　2022年3月8日　9R

## レースの配信について
- 生配信はYoutubeで実施。2022年6月からは千葉JPFドーム内にスタジオを設け、PIST6 (ピストシックス) 公式チャンネルにて配信している。TIPSTARアプリ内でも、2023年までの通常の競輪配信と異なり「自分でベット」画面で全編配信されている。
  - 2022年7月30日の開催～9月の間、バンクに24台のアンテナを設置し、選手のリアルタイム位置情報を取得し、選手の現在速度を生中継で表示する「屋内型トラッキングシステム」を導入していた[39]。Youtubeでの配信は速度表示ありのものと、従来の速度表示なしのものと2つを並行して実施していた（TIPSTARアプリ内では速度表示ありの映像で配信）。
  - 2024年5月より、平日開催は場内MCが配信番組のMCを兼任して届ける方式となる。場内BGMも配信番組用のものとなる。
  - 2024年4月のヒカルのイメージキャラクター就任より、各日ナイト開催を中心に（一部開催日ではデイ開催も）、インフルエンサーが出演する配信を実施。インフルエンサーのYouTubeチャンネル、それがない場合はPIST6公式チャンネルで配信されている。

- 2021年10月～2022年5月は、下記2つの配信をTIPSTARが制作していた。
  - 「自分でベット」画面では自転車競技解説者と競輪にも詳しいMCによる「徹底解説！PIST6実況生放送」を配信していた。都内スタジオからの配信。
  - 　2021年10月～2022年5月、「のっかりベット」画面では吉本興業所属芸人を中心としたメンバーによる車券検討番組が配信され、どちらの番組でもオープニングセレモニー・レース・確定着順発表・勝利者インタビュー・表彰式の模様が現地より生配信されていた。
  - 徹底解説！PIST6実況生放送については、YouTubeのTIPSTAR公式チャンネルでも同時配信され、アーカイブも視聴できる（2022年1月時点では、2021年10月の開幕以降の全番組が視聴可能）。2022年2月からは審議があったレースで失格の有無に関わらず審議映像も放映されている。

- レース映像のアーカイブ配信は、2025年1月現在、YouTubeのPIST6 (ピストシックス) 公式チャンネルで、各開催日終了後に12レース分のダイジェストをまとめた動画が公開されている。また単品レースのダイジェストはPIST6公式投票サービスのレース結果ページより限定公開の形でアクセスすることができる。

## 売上
開始初年度である2021年度については、開始初日の10月2日に限れば3億5千万円余りの売上があったものの、同年度（実質半年間）の実績は、TIPSTAR DOME CHIBA来場者数は5469人、PIST6の車券売上額は主催者である千葉市が想定した55億円を大幅に下回る約14億8千万円と、低調なスタートであった。千葉市としては、認知度不足に加えて車券の購入方法が限定されることが来場者・売上の伸び悩みにつながったとみて、2022年の夏季には無料招待の開催を増やしたほか、今後はTIPSTAR以外でも車券購入を可能にする方向でテコ入れを検討している。
2022年度上半期（4月から9月）は、開催44日間で約5億円の車券売上、1日平均では1200万円弱となり、低調なスタートの前年度半期を下回るペースで推移した。2022年度は1年をフルに開催しても、開始初年度の半年間における売上を超過できないという状態にある。
2024年度に入り、YouTuberのヒカルをキャンペーンキャラクターとして起用。コラボ発表直後のレースの2024 4月第4戦の売り上げが1節8000万円に上昇、PIST6公式投票サービスの会員数が2万人増加した 。2度目のヒカルのライブ配信日（2024 5月第4戦）では、1節で1億3000万円の売り上げを記録（しかもこの節は極端な単勝高額購入のあったレースがなかったにも関わらず）するなど、売り上げが大幅に増加している。